# Anna Maria Marconi
Anna Maria Marconi es una científica ficticia que aparece en los cómics estadounidenses publicados por Marvel Comics. Inicialmente fue representada como un interés amoroso de Spider-Man, especialmente durante su tiempo cuando la mente del Doctor Octopus tomó su cuerpo. Desde entonces, ha sido representada como una amiga íntima de Peter Parker después de que él recupera su mente.

## Historial de publicaciones
Anna Maria Marconi apareció por primera vez en The Superior Spider-Man # 5 (mayo de 2013) y fue creada por Dan Slott y Giuseppe Camuncoli.
La base de Anna Maria Marconi provino del deseo de Slott de presentar un personaje que podría causar cierta fricción en la vida personal de Peter. Encontró esto difícil de lograr ya que no pudo encontrar ninguna razón por la cual un personaje como Betty Brant o Tía May pudiera ser intolerante o racista. En lugar de tener a cualquiera de ellos con un rasgo tan feroz, tenía la opinión de May de que Peter salía con Anna Maria era motivo de preocupación:

Que tía May no sea perfecta es interesante. Y cuando tía May habla de esto, no parece un prejuicio. Es una abuela preocupada, que se pregunta cómo serán sus nietos y que es ignorante. A la tía May le disgustaba la mujer... Anna Maria hace lo peor que puedes hacerle a la tía May, que es servir pasteles de trigo. Ella usa la receta de tía May y las mejora.

También le pareció aliviante que la mente de Peter fuera tomada por Otto Octavius, ya que sentía que el personaje era más abierto que Peter:

Con Anna Maria, fue divertido tener este personaje que nunca conoció a Peter. Y rápidamente ves que las cosas que le gustan son Otto ... Miras a Otto, y él realmente ve a las personas por quienes están dentro, y a todos los que ha elegido amar y estar con ellos, hay algo muy bueno en eso.

## Biografía del personaje ficticio
Anna Maria Marconi es una joven con enanismo que asiste a la Universidad Empire State. En el momento en que su mente estaba en el cuerpo de Peter Parker, el Doctor Octopus la visita para convertirse en su tutor de su clase de física para poder obtener su doctorado. Los dos comparten una gran admiración el uno por el otro y al día siguiente, "Otto" le hace una broma brutal a un grupo de matones que se burlaban de ella por su tamaño. Los dos establecieron una cita juntos que termina con "Peter" salvando a Anna Maria del hielo seco y besándola. Sin embargo, ella también cae bajo el mismo paraguas de preocupación que muchos de los amigos y familiares de Peter debido a sus frecuentes ausencias. Más tarde, Anna Maria acepta la oferta de "Otto" para unirse a Industrias Parker y luego, con éxito, lo ayuda a obtener su doctorado.
Anna Maria finalmente conoce a la Tía May, quien a pesar de su amabilidad, causa cierta preocupación cuando le pregunta sobre su estatura. Más tarde confiesa en "Peter" que siente que su velada juntos fue su culpa porque había lastimado la relación entre él y May. Durante los eventos de la Nación Duende, Anna Maria fue secuestrada por la amenaza que había deducido que "Peter" era realmente Otto. Norman Osborn como el recién bautizado Rey Duende la retuvo como rehén para atraer a su Superior Spider-Man. Sin embargo, Otto había renunciado a su mente y dejó que Peter tomara el control de Spider-Man y rescató con éxito a Anna Maria. Ella le revela a Peter que había deducido que él era Spider-Man y que "él" planeaba proponerle matrimonio, pero se sorprende al saber que Otto Octavius era de quien estaba enamorada. Después de hornearle galletas (hornear le ayuda a pensar), ella se va para despejar su cabeza. Pronto se reúne con Peter en Industrias Parker para ayudarlo con parte del trabajo de Otto y continúa ayudando a Peter de manera platónica.
Anna Maria sigue preocupada por Peter, no necesariamente por su seguridad, sino porque sus ausencias han hecho que algunos pierdan la fe en la empresa. Para remediar esto, Peter promueve a Anna Maria para garantizar la seguridad con la empresa. En el momento en que la tía May les preguntó a Peter y Anna Maria si vendrían a cenar, Anna llamó a Peter en el momento en que él, como Spider-Man, estaba luchando contra Iguana en el zoológico de Central Park, donde la llamada telefónica molestó a Iguana. Anna Maria también repara su conflicto pasado con May, quien hasta hace poco no sabía que ella y Peter se habían separado. También se revela que ella y Sajani Jaffrey, un compañero de trabajo en Industrias Parker, ha estado trabajando en la investigación de nanotecnología, principalmente debido a que Sajani siente que Peter guarda demasiados secretos para sí mismo. Más tarde, Anna Maria es enviada a trabajar en la División Europea de Industrias Parker bajo Sajani. Sin que Anna Maria lo supiera, Sajani había infundido a Cerebro Viviente la conciencia de Otto Octavius, lo que había provocado que el robot actuara a su alrededor. Más tarde, obtiene la posición de Sajani después de que Peter la despide por conspirar contra él.
Desde entonces, Anna Maria y Cerebro Viviente han estado actuando como algo parecido a los compinches de Spider-Man, ayudándolo cada vez que los necesita. Poco a poco, el personaje de Otto Octavius de Cerebro Viviente se vuelve cada vez más activo a medida que se pone celoso de la cercanía de Peter y su subordinado Aiden Blain con Anna Maria. Otto pronto promulga su plan al deshacerse de Aiden y luego pretender ser defectuoso al atacar a Peter.
Durante la historia de "Dead No More: The Clone Conspiracy", Anna Maria ayudó a Peter a luchar contra Chacal, que en realidad era Ben Reilly. Cuando la Universidad Horizon fue atacada por Rhino y la mujer Electro, recuperaron el clon de Gwen Stacy y Kaine, ya que Anna Maria Marconi también se ofreció voluntariamente desde que estudió a Kaine y la droga. Anna Maria es llevada al laboratorio y se siente incómoda cuando el Doctor Octopus comienza a apelar hacia su interés amoroso. Cuando Spider-Man llega al laboratorio entre los clones que comienzan a descomponerse, Anna Maria le dice que ha inventado una frecuencia inversa que puede solucionar la mayor parte del problema. El Doctor Octopus lucha contra Chacal para permitir que Peter y Anna Maria tengan tiempo de transmitir la frecuencia. Después de que se transmite la frecuencia, Peter y Anna revisan el edificio y ven que Chacal, Doctor Octopus y Gwen Stacy se han reducido a polvo. Anna señala que el "Proto Clone" o "Ultimate Template" parece faltar. Vuelven al frente para verificar el estado de Kaine y Spider-Woman de Tierra-65.
Al concluir la historia de "Go Down Swinging", Anna Maria estuvo presente en la Universidad Horizon, donde un pulpo superior de buena reputación, bajo el alias del Dr. Elliot Tolliver, solicita un trabajo. Anna Maria actuó sospechosa a su alrededor.
Durante la historia de "Spider-Geddon", Anna Maria se encuentra con el Dr. Elliot Tolliver.Después de descubrir que Elliot es Otto Octavius, lo deja ir a luchar contra Terrax y lo ayuda a absorber algunos de los poderes cósmicos de Terrax. Después de que Superior Spider-Man derrota a Terrax, Anna lo lleva a la sala médica de la Universidad Horizon y lo ayuda a seguir siendo un héroe.
Anna luego intenta entender por qué Elliot se fue durante una ceremonia, donde el alcalde le estaba entregando la llave de la ciudad por sus acciones heroicas durante la historia de "La Guerra de los Reinos". Cuando un informe de noticias revela que Superior Spider-Man es Otto Octavius, Anna, junto con Emma y Max Modell, lo ayudan a investigar quién difundió la noticia. Más tarde descubren que la versión alternativa de Norman Osborn de la Tierra-44145 fue responsable de la fuga hasta que Norman aparece en el laboratorio y ataca a Elliot, haciendo explotar el laboratorio en el proceso. Los equipos de rescate trabajan para salvar a los atrapados en la explosión. Mientras Max Modell y Emma Hernández son cargados en las ambulancias, Anna Maria le dice a Superior Spider-Man que irá al hospital para vigilarlos. Superior Spider-Man luego convoca a Mephisto para restaurar su cuerpo.

## Versión I.A.
Cuando Superior Spider-Man fue enviado al año 2099, se encontró con Gabriel O'Hara, el hermano de Miguel O'Hara y Spider-Man 2099. Para contactar a Miguel y regresar a su debido tiempo, Gabriel ayuda a Superior Spider-Man a crear una I.A. llamada Anna, que se parece a Anna Maria Marconi. Spider-Man ha dejado de usarla desde el comienzo de la historia de "Dead No More: The Clone Conspiracy".

## En otros medios

### Televisión
Anna Maria Marconi aparece en Spider-Man con la voz de Katrina Kemp. Si bien el prejuicio de su tamaño de los cómics está intacto, esta versión es profesora asistente de química en Midtown High School. Después de volver a inscribirse en Escuela Midtown High, Otto Octavius (a través del cuerpo de Peter Parker) la conoce y acepta su ayuda en una propuesta de patrocinio a Alchemax para que puedan ayudar a que Midtown High sea igual a escuelas como Horizon High. Cuando se trató de la reunión de propuesta de patrocinio de Anna Maria con el CEO de Alchemax, Tiberius Stone, Cloak y Dagger rompieron la reunión y quieren vengarse de Tiberius por los experimentos que Alchemax les hizo. Superior Spider-Man llega para luchar contra ellos mientras menciona su conocimiento de que Alchemax experimenta con la inocencia para su beneficio corporativo. Después de golpear a Dagger con una silla y el Superior Spider-Man le aconseja que huya, Anna Maria le dice a Tiberius que está retirando la propuesta de patrocinio a Alchemax cuando abandona el auditorio. En el episodio "Superior", Anna Maria es tomada como rehén por un veneno de ingeniería inversa como moneda de cambio para convencer a Octavius de que reúna la conciencia y el cuerpo de Peter, descubriendo la identidad secreta de Spider-Man en el proceso. Después de que Peter es restaurado a su antiguo yo por Octavius y derrota a Venom, él le explica a Anna Maria que Spider-Man que conocía antes era Otto. Después de que Peter transfiere con éxito la mente de Octavius a su cuerpo comatoso, Anna Maria ve a Octavius como un verdadero héroe. En los episodios "Brand New Day" y "The Cellar", Anna Maria permanece al lado de Octavius hasta que finalmente se recupera de su coma y lo acompaña para liberar a Dagger de su celda para que ella y Cloak puedan rescatar a los Vengadores de otra dimensión que Regente los había desterrado. Durante el final de la temporada de varias partes "Goblin War", Anna Maria ayuda a Octavius a proporcionar apoyo táctico al Equipo Araña durante su batalla con los diferentes clanes de duendes.

### Videojuegos
Anna Maria Marconi aparece en el juego móvil Spider-Man Unlimited. Esta versión no sabe que la mente de Peter fue tomada por Otto hasta que él se lo cuenta. Superior Spider-Man tiene que rescatarla del Duende Verde.